# Бувье, Натали
Натали́ Бувье́ (фр. Nathalie Bouvier; род. 31 августа 1969, Ле-Рус) — французская горнолыжница, специалистка по скоростному спуску, супергиганту и гигантскому слалому. Представляла сборную Франции по горнолыжному спорту в 1989—1996 годах, серебряная призёрка чемпионата мира, победительница этапа Кубка мира, участница зимних Олимпийских игр в Лиллехаммере.

## Биография
Натали Бувье родилась 31 августа 1969 года в коммуне Ле-Рус департамента Юра, Франция.
В 1986 и 1987 годах выступала на юниорских чемпионатах мира, но была далека от попадания в число призёров.
Начиная с 1989 года состояла в основном составе взрослой французской национальной сборной, в частности дебютировала в Кубке мира и побывала на чемпионате мира в Вейле, где заняла в программе комбинации 13 место.
Одну из наиболее значимых побед в своей спортивной карьере одержала в ноябре 1989 года на этапе Кубка мира в американском Парк-Сити. Она стартовала здесь под 40 номером и не рассматривалась в числе фавориток, однако уже в первой попытке гигантского слалома обошла всех своих соперниц. Изначально судьям показалось, что во время спуска она пропустила одни ворота, но после разговора с ассистентом у ворот и просмотра видеозаписи они всё же засчитали её результат. Во второй попытке Бувье ещё улучшила своё время и тем самым завоевала золотую медаль. Примечательно, что это был первый и единственный раз в её спортивной карьере, когда она поднялась на подиум Кубка мира — несколько раз ей удавалось попасть в десятку сильнейших, но ни одной медали она больше не выиграла.
В 1991 году Натали Бувье побывала на мировом первенстве в Зальбах-Хинтерглеме, откуда привезла награду серебряного достоинства, выигранную в программе скоростного спуска — уступила победившей австрийке Петре Кронбергер всего 0,44 секунды. Два года спустя на аналогичных соревнованиях в Мориоке была в той же дисциплине двадцатой.
Благодаря череде удачных выступлений удостоилась права защищать честь страны на зимних Олимпийских играх 1994 года в Лиллехаммере — стартовала здесь исключительно в скоростном спуске, расположившись в итоговом протоколе соревнований на 29 строке.
После Олимпиады Бувье ещё в течение некоторого времени оставалась в главной горнолыжной команде Франции и продолжала принимать участие в крупнейших международных соревнованиях. Так, в 1996 году она выступила на чемпионате мира в Сьерра-Неваде, где заняла в скоростном спуске 22 место. Вскоре по окончании этого сезона приняла решение завершить спортивную карьеру.